# Paya Deumam Peut
Paya Deumam Peut is een bestuurslaag in het regentschap Aceh Timur van de provincie Atjeh, Indonesië. Paya Deumam Peut telt 807 inwoners (volkstelling 2010).